# Kilian Ignaz Dientzenhofer

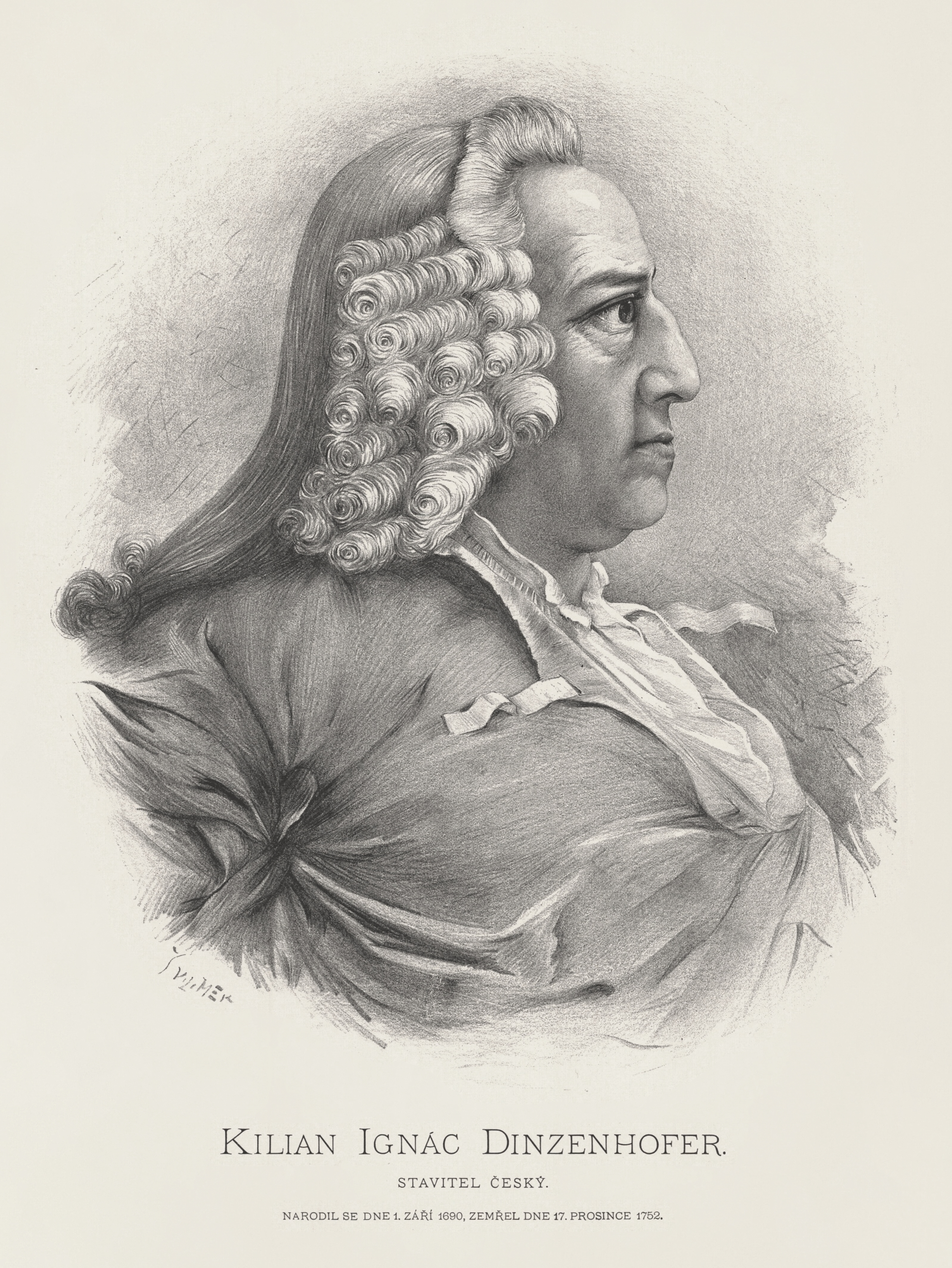
Kilian Ignaz Dientzenhofer

Kilian Ignaz Dientzenhofer (* 1. September 1689 in Prag; † 18. Dezember 1751 ebenda) war ein bedeutender Baumeister des böhmischen Barock. Zu seinen Hauptwerken gehören die Kirchen St. Johannes Nepomuk am Felsen, St. Karl Borromäus, St. Nikolaus in der Altstadt, St. Nikolaus auf der Kleinseite, und das Palais Goltz-Kinsky in Prag.

## Leben

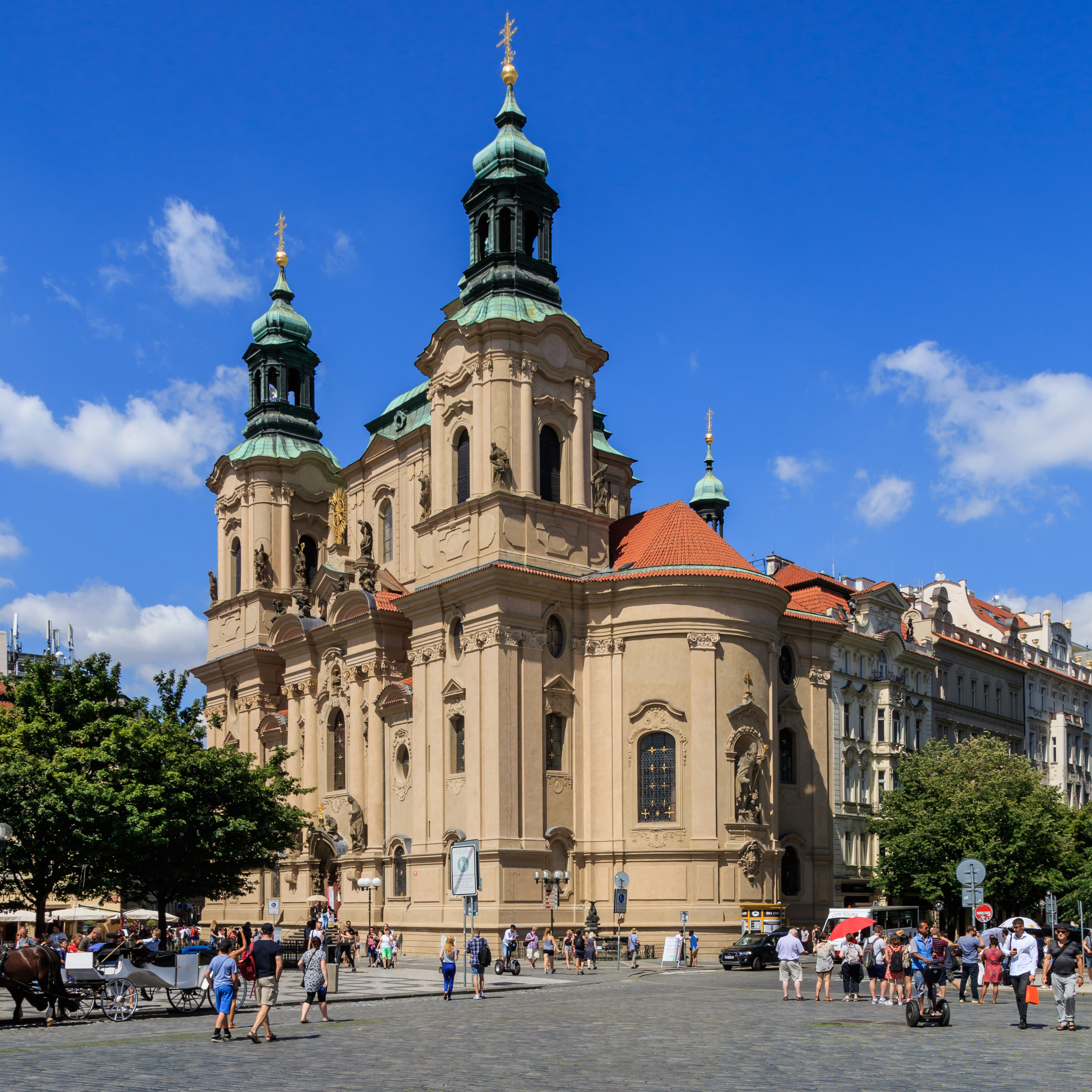
Kirche St. Nikolaus in der Altstadt

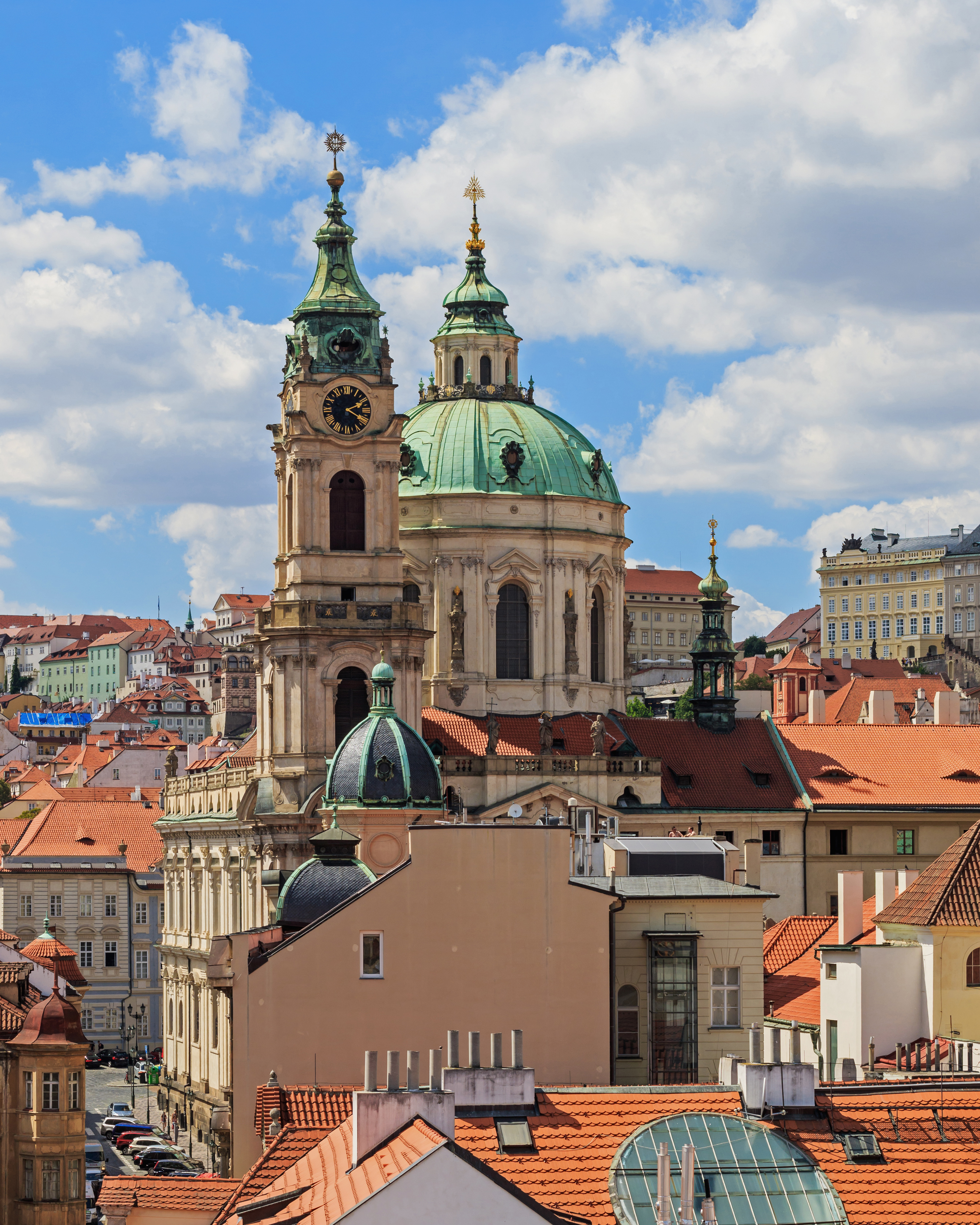
Kirche St. Nikolaus auf der Kleinseite

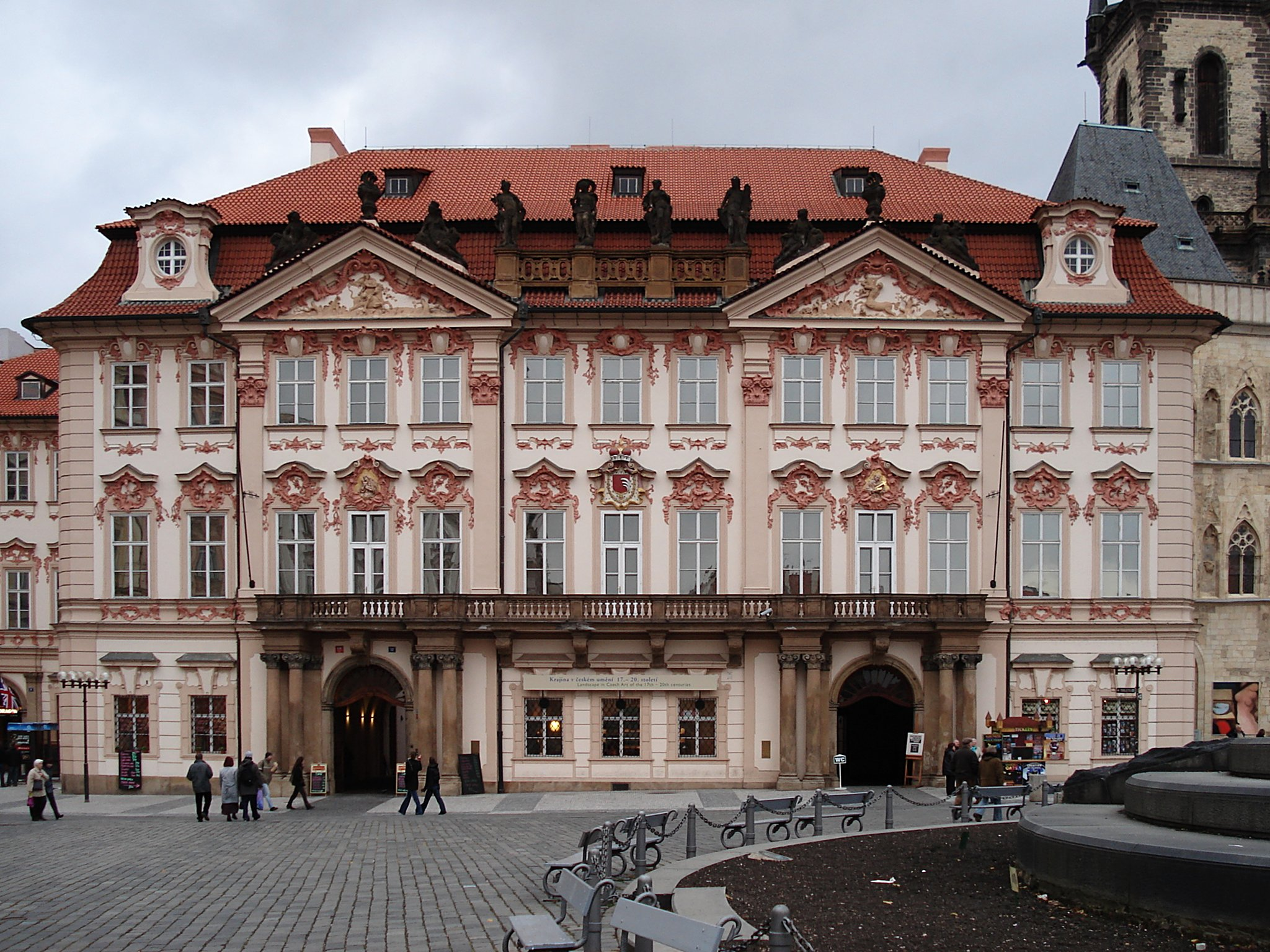
Palais Goltz-Kinsky

Kilian Ignaz Dientzenhofer, selten auch in der Schreibweise Dienzenhofer, war der Sohn des Baumeisters Christoph Dientzenhofer und der Maria Anna, geb. Lang. Obwohl er bald zu großem Ruhm gelangte, ist über seine Ausbildung wenig bekannt. Vermutlich besuchte er das Kleinseitner Jesuitengymnasium und studierte anschließend ein Jahr Philosophie am Altstädter Clementinum. Es wird angenommen, dass er einen geistlichen Beruf erwählen wollte und erst unter dem Einfluss seines Vaters zur Architektur gelangte. Bei ihm, der die Voraussetzungen für seinen erfolgreichen künstlerischen Werdegang schuf, erlernte er das Maurerhandwerk.
Bei einem Aufenthalt in Wien soll Kilian Ignaz bei Johann Bernhard Fischer von Erlach und auch bei Johann Lucas von Hildebrandt praktiziert haben. Wohl um 1709 unternahm er ausgedehnte Studien- und Bildungsreisen ins Ausland, deren Dauer nicht bekannt ist. Sicher ist, dass er ab 1716 seinem Vater beim Bau des Klosters Břevnov half. Er soll sechs Sprachen erlernt und gesprochen haben.
Kilian Ignaz Dientzenhofer entwarf und baute eine unübersehbare Zahl von Sakral- und Profanbauten in Böhmen, Mähren und Schlesien. Das Prager Panorama ist von seiner Architektur geprägt. Vor 1722 war er an verschiedenen Projekten seines Vaters beteiligt, die er zum Teil nach dessen Tod vollendete. Zu seinen frühesten selbständigen Bauten zählt die Villa Amerika in Prag und die St.-Johann-Nepomuk-Kirche des Ursulinerinnenklosters auf dem Hradschin.
Nach dem Tod seines Vaters übernahm er dessen Stelle eines Stiftsbaumeisters bei den Benediktinern in Břevnov und Braunau. Das bedeutete, dass er alle Bauten im Bereich der Břevnov-Braunauer-Klosterdomäne sowie deren Propsteien in Politz und Wahlstatt entwerfen und ausführen musste. Auch die Ordensgemeinschaften der böhmischen Jesuiten, Augustiner und Kreuzherren mit dem Roten Stern erteilten ihm Aufträge. Sein Erfolg und sein Ruhm führten dazu, dass er schon 1725 ein so begehrter und beschäftigter Baumeister war, dass es selbst für Bauherren aus dem Adel schwer war, ihn für ein Projekt zu gewinnen.
Zu den zahlreichen Aufträgen, die ihm Abt Othmar Daniel Zinke anvertraute, gehörte die Klosteranlage und die Klosterkirche im schlesischen Wahlstatt, die von 1703 bis 1810 eine Niederlassung des Braunauer Klosters war und deren Architektur als ein künstlerischer Höhepunkt des jungen Dientzenhofer angesehen wird.
Im Gegensatz zur Architektur seines Vaters treten bei ihm die hochbarocken Formen zurück. Bei seinen Bauten bevorzugte er den Zentralbau und verband die bisherigen böhmischen Formen mit dem höfisch-wienerischen Stil. Kaiser Karl VI. verlieh ihm 1730 den Titel eines Hofbaumeisters, 1737 folgte die Ernennung zum Oberfestungsbaumeister.
Nach seinem Tode wurden zahlreiche der von ihm begonnenen und geplanten Projekte durch seinen Schwiegersohn Anselmo Lurago ausgeführt, dem auch die frei gewordene Stelle des Hofbaumeisters anvertraut wurde.
Noch zu Lebzeiten seines Vaters heiratete Kilian 1719 in der Kirche St. Johann an der Furt, einer Filialkirche von St. Ägidius in der Prager Altstadt, die zehn Jahre jüngere Anna Cäcilia Popel, die in den nächsten Jahren zehn Kinder gebar.
1725 errichtete er in Smíchov, einem Vorort der Kleinseite, für seine Familie eine zweigeschossige Villa, die vermutlich als Sommerresidenz diente und für die sein Freund Wenzel Lorenz Reiner ein Fresko schuf.
Nach Cäcilias Tod am 1. Januar 1729 vermählte er sich am 1. Oktober 1729 mit Anna Theresia Henrych, mit der er sechs Söhne und sieben Töchter hatte. Sohn Wenzel wurde ein bekannter Jesuit und Jurist, Sohn Wilhelm († 1807) war Prior des Augustinerklosters in Hohenelbe.

## Werk (Auswahl)

### In Prag

#### Sakralbauten
- St.-Johann-Nepomuk-Kirche, Hradschin (1720–1729)
- St.-Thomas-Kirche, Prager Kleinseite: Barockisierung (1723–1731)
- Johann-Nepomuk-Kirche auf dem Felsen, Prager Neustadt (1730–1739)
- Kirche der Hl. Kyrill und Method, Prager Neustadt (1730)
- St.-Nikolaus-Kirche, Altstädter Ring (1732–1735)
- St.-Nikolaus-Kirche, Prager Kleinseite (1737–1752 Fortführung des 1703 durch seinen Vater begonnenen Baus)
- St.-Katharina-Kirche, Prager Neustadt (1738–1741, 'gemeinsam mit Franz Maximilian Kaňka)

#### Profanbauten
- Villa Amerika, Prager Neustadt, (1717–1720)
- Sylva-Taroucca-Palais, Prager Neustadt (1743–1751, gemeinsam mit Anselmo Lurago)
- Palais Goltz-Kinsky am Altstädter Ring (1755–1765 nach Entwürfen von K. I. Dientzenhofer, errichtet durch Anselmo Lurago)

### In Böhmen
- Břevnover Klostergebiet:
  - Stift Břevnov:
    - Gartenpavillon über der Quelle der Vojtěška (1724–1726)
    - Umbau des Klosters, gleichzeitig Einbau eines Infirmariums mit einer Kapelle (1738–1739)
    - Entwurf für ein Glashaus im Klostergarten (1737–1738)

  - Sloupno: Umbau des Schlosses (1748)
  - Hrdly: Umbau des Verwaltungsgebäudes und Errichtung einer Kapelle mit einer flachen Vorhalle und einem Presbyterium (1746–1747)
  - Potschapl an der Elbe: St.-Adalbert-Kirche (1724–1726)

- Braunauer Klostergebiet:
  - Stift Braunau: Barockisierung der Klostergebäude (1727–1735)
  - Ruppersdorf: Kirche Jakobus des Älteren (1720–1723), nach Plänen seines Vaters
  - Hermsdorf: Kirche Allerheiligen (1723)
  - Wiesen: St.-Anna-Kirche (1725–1727)
  - Johannesberg: Kirche des hl. Johannes des Täufers (1725)
  - Ottendorf: St.-Barbara-Kirche (1725–1726)
  - Schönau: Kirche der hl. Margarethe (1726–1730)
  - Weckersdorf: Kapelle der Jungfrau Maria am Kamm des Sterngebirges „Hvězda“ (1732–1733)
  - Barzdorf: Kirche St. Maria Magdalena (nach 1733 vollendet)
  - Halbstadt: Schloss (1749)

- Politzer Klostergebiet:
  - Politz: Barockisierung der Eingangsfront der Klosterkirche
  - Bösig: Kirche des hl. Prokop (1724–1727)

- Chodau: St. Laurentius
- Gutwasser: Wallfahrtskirche der Sieben Schmerzen Mariens (1733–1735)
- Heiliger Berg: Umbau der Heiligen Stiege (1727–1728)
- Hořice: Pfarrkirche Mariä Geburt (1741–1748)
- Karlsbad: Maria-Magdalenen-Kirche (1731–1737)
- Kloster Kladrub: Konventsgebäude für das Benediktinerkloster
- Kuttenberg: Ursulinenkloster (1733–1743)
- Nepomuk: Johannes-Nepomuk-Kirche (1734–1738)
- Nicov: Wallfahrtskirche Mariä Geburt (1720–1730)
- Odolenswasser: St.-Klemens-Kirche (1733–1735)
- Woporschan: Wallfahrtskirche St. Franziskus Xaverius  (1732–1735)
- Paschtik: Kirche Johannes des Täufers (1747–1753)
- Zisterzienserkloster Plass: Konventsgebäude (fertiggestellt nach Plänen von Johann Blasius Santini-Aichl)
- Počaply: Barockkirche Mariä Himmelfahrt auf dem Hügel (1730–1733)
- Přeštice: Mariä-Himmelfahrts-Kirche (1748–1775)
- Priesen: Wallfahrtskirche St. Peter und Paul (1739–1763)
- Dolní Ročov, Bezirk Louny, Kirche des ehemaligen Augustinerklosters (1746–1750)
- Taus: Barockisierung der Mariä-Geburt-Kirche (1747)
- Svatý Jan pod Skalou: Prälatur des Klosters (1726–1731)

### In Schlesien
- Wahlstatt: Benediktinerklosteranlage und Klosterkirche (1723–1738)

### In Ungarn
- Erlau: Minoritenkirche